# Evelyn
Evelyn (Brasil: Evelyn - Uma História Verdadeira ) é um filme dramático lançado em 2002, baseado na história real de Desmond Doyle que brigou contra o governo Irlandês para ter de volta os seus filhos. O filme traz estrelas como Sophie Vavasseur (Evelyn), Pierce Brosnan (Pai) e Aidan Quinn, Julianna Margulies e Stephen Rea como a família Doyle. O filme foi lançado nos Estados Unidos em 13 de Dezembro de 2002, logo após foi lançado na Grã-Bretanha em 21 de Março, de 2003.
O filme foi produzido por, entre outros, pela companhia de Pierce Brosnan, a Irish DreamTime.
E foi aberto para revisões gerais.

## Enredo
Com 9 anos de idade Evelyn Doyle (Sophie Vavasseur) vê a sua mãe abandonar a família, deixando o marido desempregado Desmond (Pierce Brosnan) para criar Evelyn e seus outros dois irmãos, Maurice (Hugh MacDonagh) e Dermot (Niall Beagan). A sogra de Desmond (Claire Mullan) denuncia o abandono das crianças para as autoridades. A justiça proíbe as crianças de viver com Desmond por falta de condições de vivência.
Querendo reunir a família novamente, ele pede ajuda aos amigos; garçonete Bernadette Beattie (Julianna Margulies), pede ao seu irmão advogado Michael (Stephen Rea), seu amigo americano também advogado Nick (Aidan Quinn), bem como o seu antigo mentor, Thomas Connolly (Alan Bates). Juntos, o grupo tentará fazer o que nunca foi feito antes - desafiar uma lei perante o Supremo Tribunal Irlandês.

## Recepção
O Metacritic, que usa uma média ponderada, atribuiu ao filme uma pontuação de 55 em 100, baseado em 30 críticos, indicando críticas "mistas ou médias".